# Палеомонастиро (Гревенско)
Палеомонастиро (на гръцки: Παλαιομονάστηρο, в превод Стар манастир) е бивше село в Република Гърция на територията на дем Гревена, област Западна Македония.

## География
Селището се е намирало в землището на Калитеа (Балтино).

## История
Селото е колибарско скотовъдно селище, разположено край стар манастир.
| Година    | 1913 | 1920 | 1928 | 1940 | 1951 | 1961 | 1971 | 1981 | 1991 | 2001 | 2011 | 2021 |
| --------- | ---- | ---- | ---- | ---- | ---- | ---- | ---- | ---- | ---- | ---- | ---- | ---- |
| Население |      | 7    |      |      |      |      |      |      |      |      |      |      |